# Јен Цибеј
Јен Цибеј (кин: 闫 子贝, пинјин: Yán Zǐbèi; Сјангјанг, 12. октобар 1995) кинески је пливач чија специјалност су трке прсним стилом.

## Спортска каријера
Међународну пливачки каријеру започео је током 2014. насупајући на митинзима светског купа у малим базенима, где је остваривао солидне резултате, захваљујући којиме је успео да се избори за место у кинеској репрезентацији.
Деби на великим такмичењима је имао на ЛОИ 2016. у бразилском Рију где је наступио у квалификацијама на 100 прсно које је окончао на укупно 27. месту. У децембру исте године дебитовао је и на светским првенствима, а у канадском Виндзору где је те године одржано светско првенство у малим базенима, најбоље резултате је постигао пливајући у штафетним тркама.
На светским првенствима у великим базенима је дебитовао у Будимпешти 2017 где је освојио и прву медаљу у каријери, бронзу, у мешовитој штафети 4×100 мешовито. У трци на 50 прсно заузео је 15. место у полуфиналу, док је на 100 прсно успео да се пласира у финале које је окончао на седмом месту.
На Азијским играма у Џакарти 2018. освојио је четири медаље, по два злата и сребра.
На светском првенству у корејском Квангџуу 2019. се такмичио у 3 дисциплине, а најбољи резултат је остварио у трци на 100 прсно у којој је уз освојену бронзану медаљу, у два наврата постављао нови национални и азијски рекорд. Трку на 50 прсно је окончао на 6. месту у финалу, док је штафета 4×100 мешовито у финалу заузела укупно седмо место.